# Bladud
Bladud was volgens de legende, zoals beschreven door Geoffrey of Monmouth, koning van Brittannië van 881 v.Chr. - 861 v.Chr. Hij was de zoon van koning Rud Hud Hudibras.
Bladud regeerde 20 jaar. Tijdens zijn regering stichtte hij Kaerbadum (Bath) en de hete baden in die stad. Bladud leed aan lepra. De hete baden brachten hem verlichting. Hij droeg de stad op aan de Griekse godin Minerva en brandde offervuren ter ere van haar. 
Bladud moedigde necromanie aan, verering van de geesten van de doden. Er wordt verteld dat hij vleugels maakte en probeerde te vliegen vanaf Apollo's tempel in Trinovantum (Londen), maar omkwam toen hij tegen een muur vloog. Hij werd opgevolgd door zijn zoon Leir.